# محمد عبد الغني سعودي
محمد عبد الغني سعودي (2 يونيو 1931م - 2010م)، العميد الأسبق لمعهد البحوث والدراسات الأفريقية.

## التدرج العلمي
- تخرج في جامعة القاهرة، ليسانس آداب قسم جغرافية عام 1952.
- ماجستير في الجغرافية عام 1955.
- دبلوم تربية وعلم نفس عام 1955
- دكتوراه في الآداب – قسم جغرافيا عام 1962.
- مدرس للجغرافيين بكلية المعلمين ( التربية الآن ) عام 1958.
- مدرس للجغرافيين بمعهد البحوث والدرسات الإفريقية – جامعة القاهرة عام 1964
- أستاذ مساعد عام 1969
- أستاذ ورئيس لقسم الجغرافيا عام 1974.
- عميد لمعهد البحوث والدارسات الإفريقية بجامعة القاهرة، عام 1982-1987.
- أستاذ مساعد باحث بمركز دراسات غرب أفريقية عام 1971 ( جامعة برمنجهام ).
- أستاذ زائر بمعهد الدرسات والبحوث الأفريقية بموسكو عام 1973.
- ومعهد الدرسات الإفريقية في وارسو عام 1976.
- زار معهد الدرسات الإفريقية في الولايات المتحدة الأمريكية عام 1985.
- عضو برلمان التكامل المصري السوداني 1984.
- حاصل على وسام العلوم والفنون والآداب من الطبقة الأولى من رئيس جمهورية مصر العربية عام 1985.

## نشاطات علمية خارج جمهورية مصر العربية
- مستشار المدير العام للمنظمة العربية للتربية والعلوم و الثقافة – جامعة الدول العربية عام 1984-1987.
- الإشراف على الأطلس الاقتصادي العربي لمجلس الوحدة الاقتصادية العربية عام 1984-1986
- المشاركة في الندوة الدولية للري (تونس ) تحت إشراف المنظمة العربية للتربية والثقافة والعلوم عام 1985.
- المؤتمر الدولي للدراسات الإفريقية المعقدة في نيو أورليانز بالولايات المتحدة الأمريكية عام 1985.
- المشاركة في الندوة الدولية لانتشار الإسلام في أفريقيا – جامعة قسنطينة (الجزائر) عام 1988.

## وفاته
توفي الدكتور محمد عبد الغنى سعودي في عام 2010.

## مؤلفاته
- قضايا إفريقيا الصادر ضمن سلسلة عالم المعرفة سنة 1980.[4]